# Chinthe
Cette page contient des caractères spéciaux ou non latins. S’ils s’affichent mal (▯, ?, etc.), consultez la page d’aide Unicode.

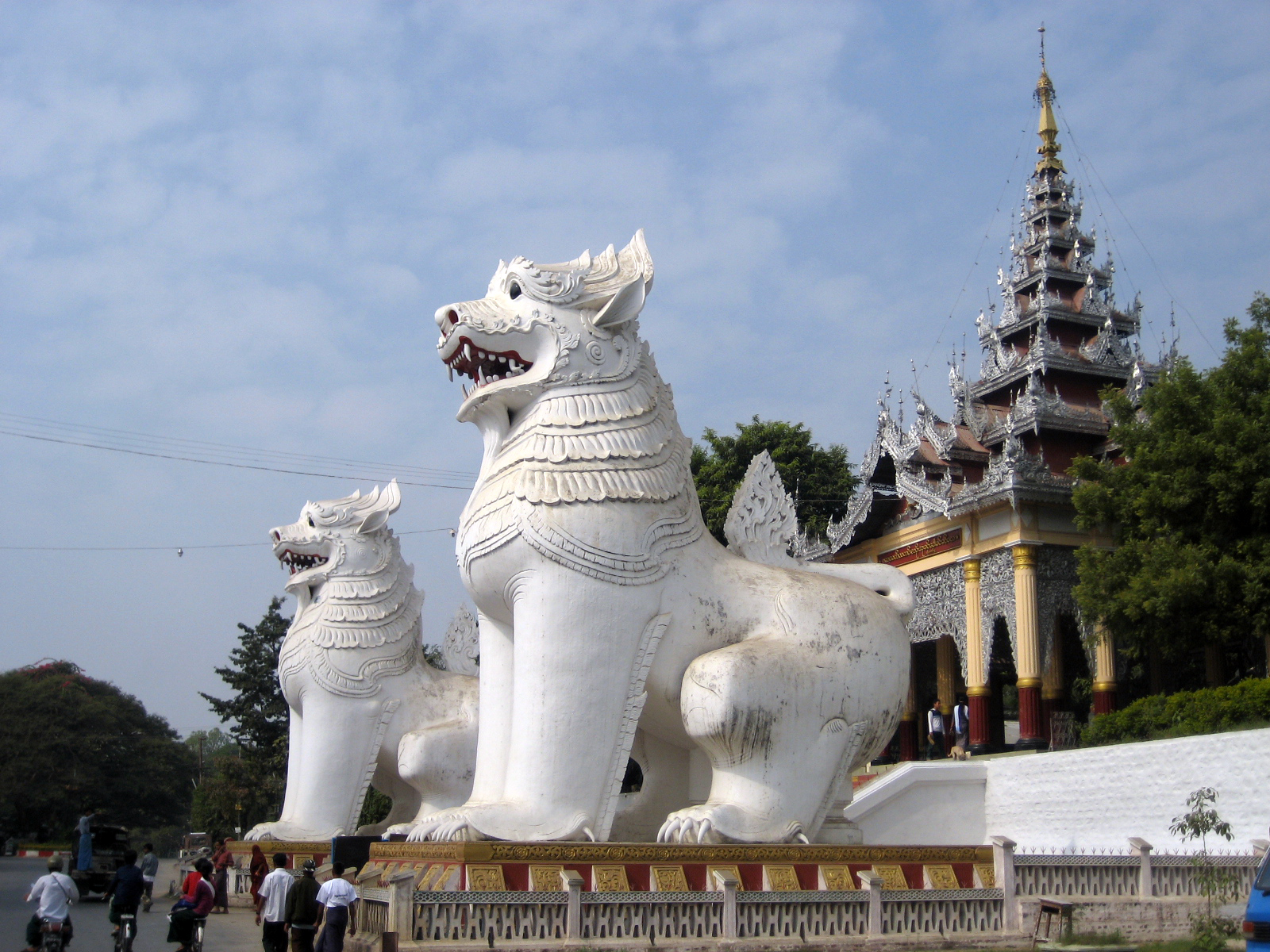
Chinthe gardant l'entrée sud de Mandalay Hill, en Birmanie (2007).

Le Chinthe (birman ခြင်္သေ့, tɕʰìɴðe̯ ; môn ဇါဒိသိုၚ်, /cɛ̀atìˀsaŋ/ ; shan သၢင်ႇသီႈ, /sʰaaŋ2 sʰi3/) est une créature semblable à un lion communément présente à l'entrée des stûpas et temples bouddhistes en Birmanie et dans d'autres pays d'Asie du Sud-Est. Presque toujours par paire, il a pour fonction de protéger la pagode. Il est parfois représenté avec un visage humain (Manussiha).

Un chinthe figure sur le drapeau de la Région de Sagaing.

Le Chinthe, respecté et aimé des birmans, figurait dans la décoration des trônes de leurs rois. Avant l'introduction des pièces de monnaie, certains des poids de bronze utilisés pour peser les marchandises étaient en forme de chinthe. Aujourd'hui encore, un chinthe figure sur les armoiries de la Birmanie, sur les billets en kyat (la monnaie birmane) et sur le drapeau de la Région de Sagaing.